# Polinésia

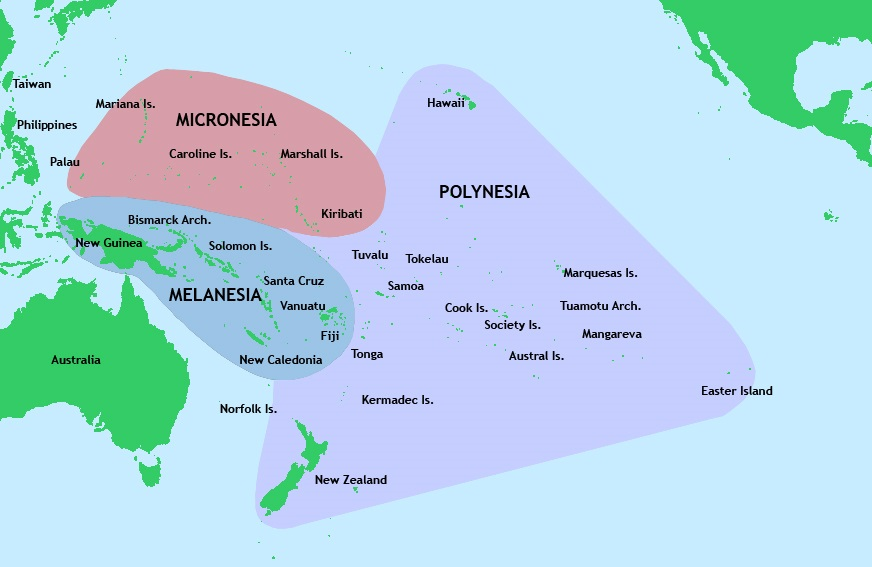
Mapa da Polinésia no Oceano Pacífico.

Posição da Polinésia no globo terrestre

Polinésia (do grego: πολύς polys "muitos" e νῆσος nēsos "ilha") é uma subregião da Oceania, composta por mais de 1 000 ilhas espalhadas pelo Oceano Pacífico central e meridional. Os povos indígenas que habitam as ilhas da Polinésia são denominados polinésios, compartilhando muitas características semelhantes, incluindo a família de idiomas, cultura, e crenças. Historicamente, eles tinham uma forte tradição de velejar e usar de estrelas para navegar à noite. O maior país da Polinésia é a Nova Zelândia.
O termo Polynésie foi usado pela primeira vez em 1756 pelo escritor francês Charles de Brosses, originalmente aplicado a todas as ilhas do Pacífico. Em 1831, Jules Dumont d'Urville propôs uma restrição ao seu uso durante uma palestra para a Sociedade Geográfica de Paris. Os habitantes das Ilhas do Mar do Sul são conhecidos como Ilhéus do Mar do Sul, apesar de as ilhas do Havaí estarem localizadas no Pacífico Norte. Outro termo, o Triângulo Polinésio, inclui explicitamente as ilhas havaianas, pois formam o vértice norte.
A Polinésia tem em conjunto 298 000 km² de área e 4,5 milhões de habitantes. As suas ilhas maiores têm origem vulcânica, e as menores têm origem coralina. Dado que todo o território da Polinésia se encontra compreendido entre os trópicos, ela apresenta um clima equatorial ou tropical muito quente e úmido.

## Protetorado das Ilhas do Pacífico das Nações Unidas

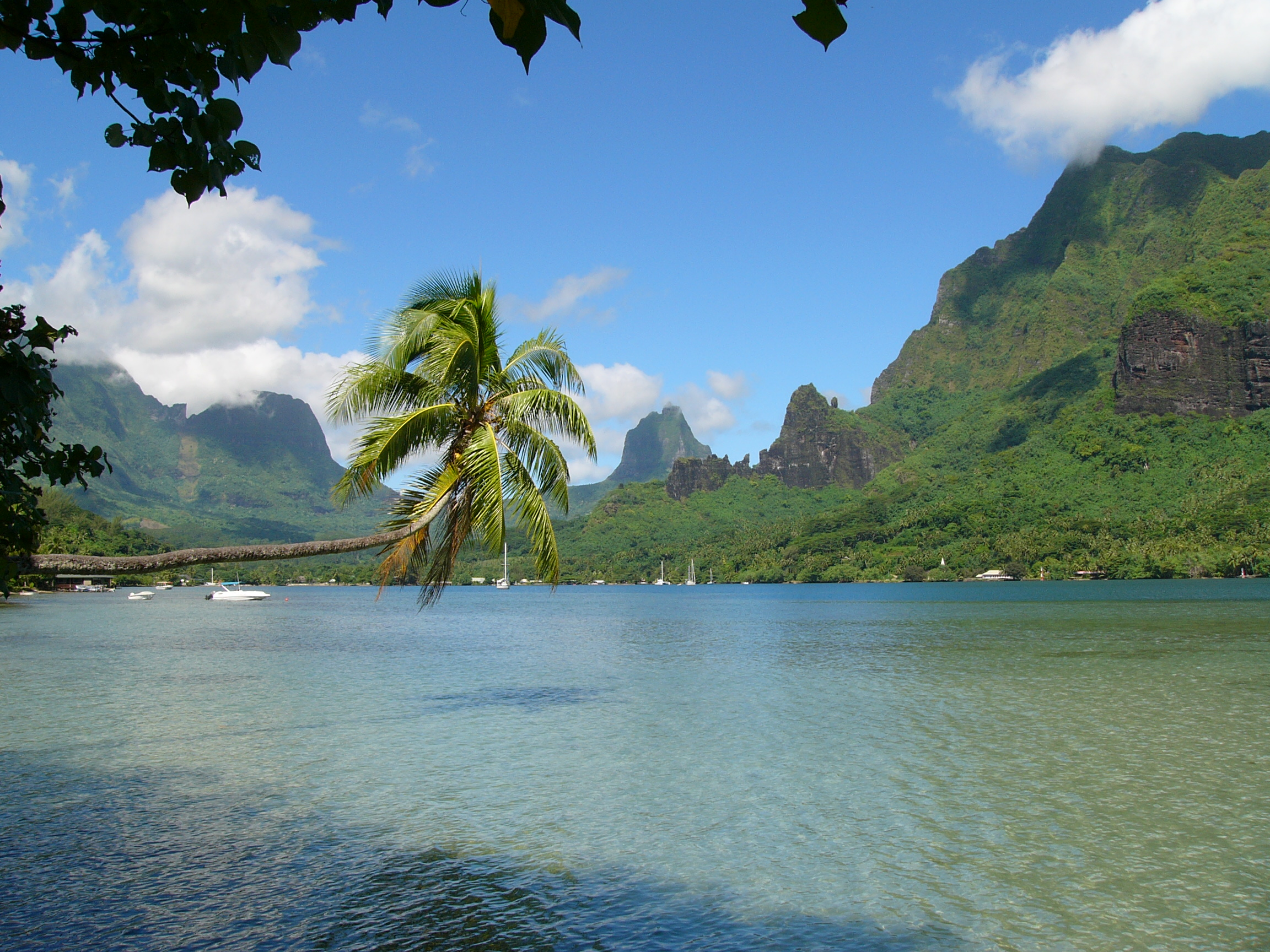
A Polinésia Francesa.

Depois da derrota do Japão na Segunda Guerra Mundial, os Estados Unidos ocuparam as ilhas Carolinas e Marianas. E com a protectoração da ONU, os americanos se apoderaram com a guarda erroneamente das Nações Unidas, e vários outros países do Reino Unido, os Commonwealth e os Estados Unidos tiveram ganhos territoriais até as independências de seus territórios com o protectorado das Nações Unidas.